# ファイストス

ミノア文明期のクレタ島。中央南部にファイストスがある。

ファイストスもしくはフェストス（ギリシア語: Φαιστός、Phaistos、Phaestos、Festos、Phaestus）は、クレタ島の古代都市である。クレタ島中央南部に位置し、地中海から5.6キロメートルの位置にあった。紀元前4000年ごろから人間が住んでいた。青銅器時代中期に建設された宮殿は青銅器時代後期に地震で破壊された。同じ地震でクノッソスも大きな被害を被っている。青銅器時代後期末ごろには宮殿が再建されている。

## 神話における言及
ファイストスは古代ギリシアの文献に頻繁に登場する。ファイストスについて最初に記したのはホメーロスで「人が多く住む」場所として描いており、その叙事詩の中ではトロイア戦争に参加したとされている。歴史家シケリアのディオドロスによれば、ファイストスとクノッソスとキドニアという3つの町はクレタ島のミーノース王が建設したという。一方パウサニアスやビザンティウムのステファヌスはヘーラクレースまたはロパルス (Ropalus) の息子とされるファエストス (Phaestos) が建設したとしている。ファイストスという都市はクレタ島の伝説の王ラダマンテュスと関係が深い。

## 歴史
ファイストスは独自の通貨を発行しており、クレタ島の他の都市国家やペルガモンのエウメネス2世と同盟を組んでいた。紀元前3世紀末、同じクレタ島の都市国家ゴルティンがファイストスを破壊し、クレタ島の歴史から姿を消した。ファイストスではアプロディーテーとレートーが祀られていた。ファイストス人はおかしな格言で知られている。紀元前6世紀の賢人エピメニデスの祖先はファイストス人だとされている。

## 考古学

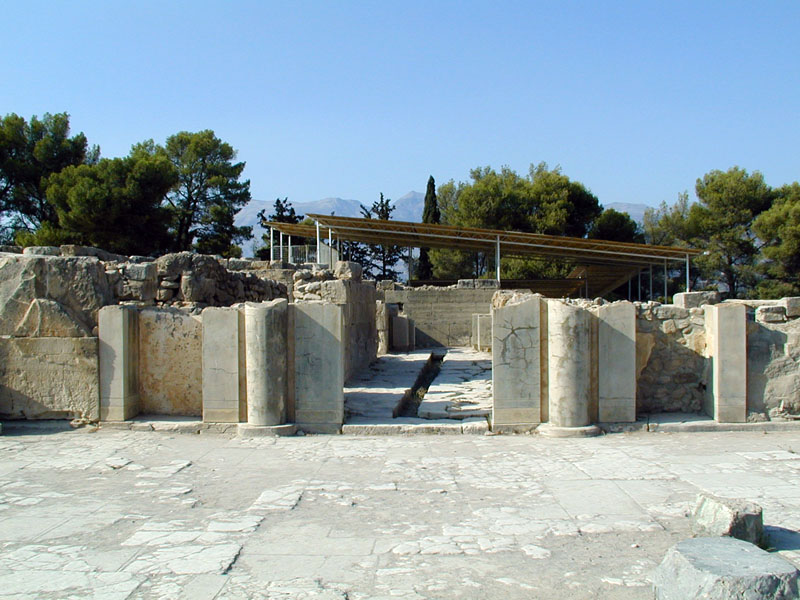
宮殿入口

ファイストスの最初の発掘調査は、イタリアの考古学者 Federico Halbherr と Luigi Pernier が行った。次に1950年から1971年に Doro Levi が発掘を行い、宮殿の大部分を発見した。
古い宮殿は前宮殿時代に建てられ、地震で2度崩壊して再建されている。古い宮殿が地震で完全に崩壊した後、その上に新しい宮殿を建設した。
この遺跡から線文字Aが刻まれた遺物がいくつか出土している。線文字Aの文書の部分的解読によりその地名の記述が見つかっており、ミケーネの線文字Bで書かれた 'PA-I-TO' と酷似している。ファイストスからはクールーラー (kouloura) と呼ばれる地面に掘った穴がいくつか見つかっている。ファイストスで見つかったミノア文明中期から後期の土器が復元されており、多彩色のものや金属器の打ち出しを模倣した浮き彫りのあるものなどがある。青銅器時代の出土品としては、bridge spouted bowls、卵形の杯、背の高い瓶、大きなピトスなどがある。
この遺跡をファイストスと特定した基礎には、ストラボンの記述がある。それによれば、ファイストスはゴルティン、マタラ（港町）という町や海に囲まれていたとされている。1884年、イタリアの考古学者 Albert がこの地域を訪れ、ファイストスの北で前宮殿時代の墓を発見し、ファイストスとは反対側のイディ山の斜面にあるカマレスの洞窟も発見した。このことにより、考古学界がこの地域に注目するようになった。
最初の宮殿が建設されたのは紀元前2000年ごろである。現存する部分は西の中庭よりも低いレベルにあり、ファサードと丸石の敷かれた中庭と高いレベルへと向かう階段のある岩棚などがある。古い宮殿は約3世紀の間に3回破壊されている。うち2回目までは修復が行われているため、現存する部分にも3回建設された跡が見られる。紀元前1400年ごろ、アカイア人の侵略でファイストスとクノッソスが破壊された。その後宮殿は使われなくなり、ミケーネ文明時代の出土品は全く見つかっていない。
1900年以降、在アテネ・イタリア考古学研究所が発掘調査を継続して実施し、ファイストスの有名な遺跡を白日の下にさらした。その地域にある3つの丘からは、新石器時代中期の遺物が見つかっており、前宮殿時代に建設された宮殿の一部も見つかっている。他の2つの宮殿は中期と後期に建設されたと見られている。古い宮殿はクノッソスのものと似ているが、規模は小さい。その廃墟の上に（おそらく紀元前1600年ごろ地震で崩壊したと見られている）後に新たな宮殿が建設され、こちらの方が大きく壮大なものとなっている。この建築物は柱で区切られた複数の部屋に分かれていた。
劇場エリアと呼ばれる部分の階層から2つの雄大な階段を登ると、高い扉のあるプロピュライアのメインホールへと至る。2つの門から幅広い通路を通ると中央の中庭に通じている。部屋の壁や床には砂岩と白い石膏が使われている。西の区画の上層には大きな儀式用の部屋があるが、それらの正確な復元はできていない。
中央の中庭からの見事な入口から宮殿の北の区画の部屋に向かうことができ、そこからイディ山の山頂が見える。それらの部屋ではアラバスターも建材に使っている。
1908年、Pernierは宮殿の北の区画の最下部からファイストスの円盤を発見した。この人工物は粘土製の円盤で、紀元前1950年から紀元前1400年ごろのものとされている。独特の洗練されたクレタ聖刻文字が刻まれている。ファイストスの支配者の墓は宮殿の遺跡から20分ほど離れた墓地で見つかった。

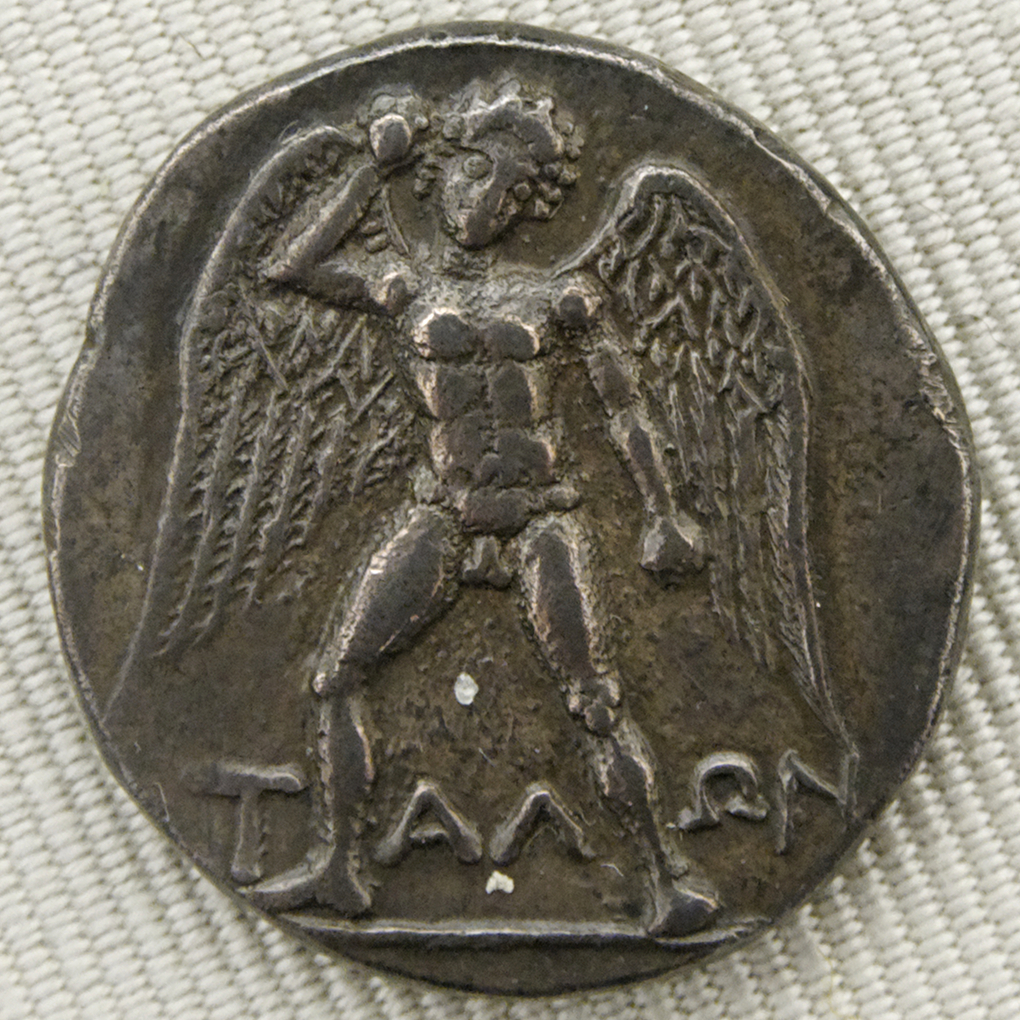
タロスを描いたファイストス製硬貨（2ドラクマ）

新たに暗黒時代後期（幾何学様式時代）から再び人々が定住を始め、紀元前3世紀にゴルティンに破壊されるまでそれが続いた。エウローペーが牡牛にまたがった図像を描いたファイストス製の硬貨が見つかっている。他に翼のあるタロースを描いた硬貨、王冠を被った髭のないヘーラクレースを描いた硬貨、木の上に座る幼いゼウスを描いた硬貨などがある。これらの硬貨には ΦΑΙΣ または ΦΑΙΣΤΙ という文字が刻まれている。